# Kreuzbauten (Bonn)

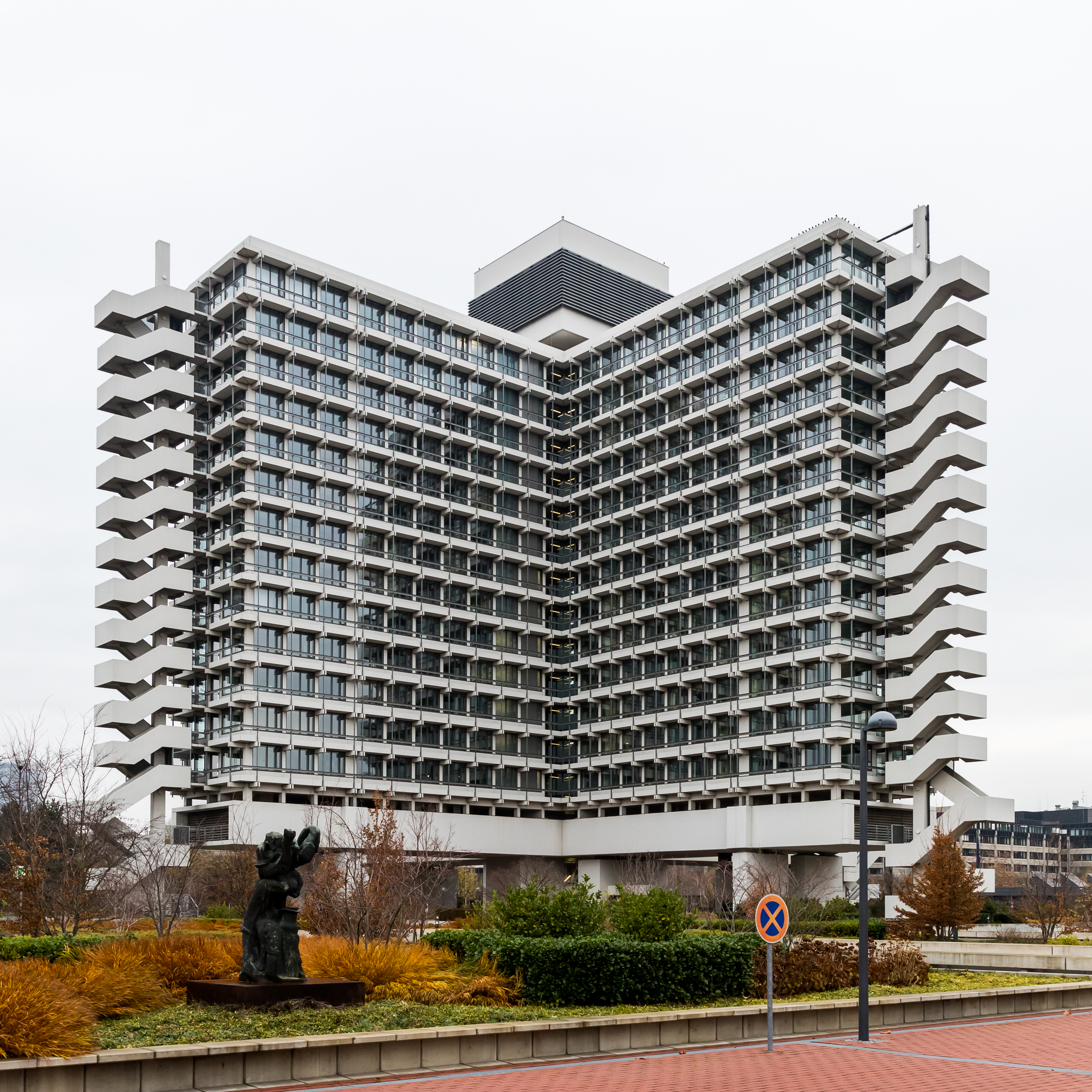
Kreuzbauten, Hochhaus Heinemannstraße 2

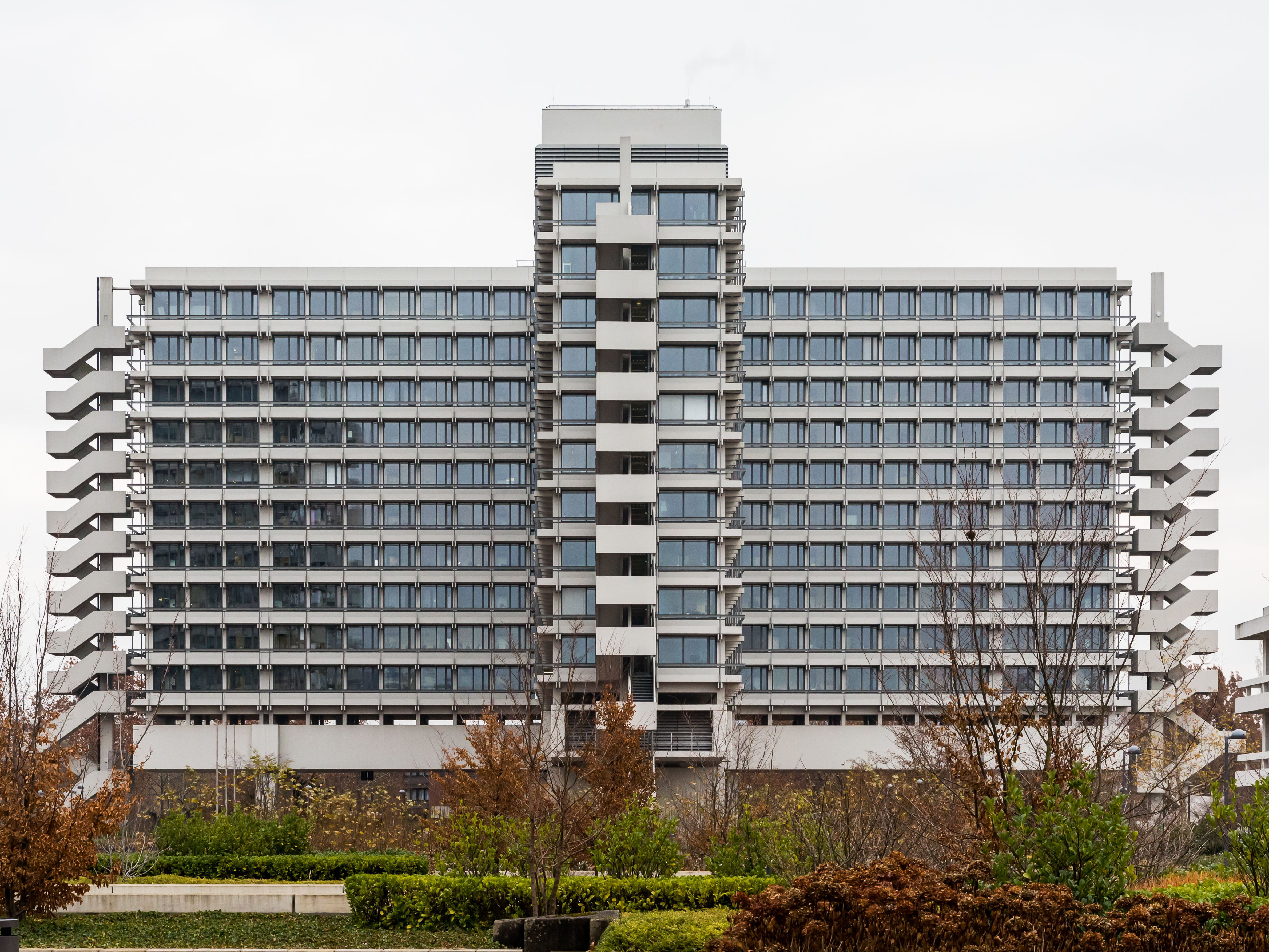
Kreuzbauten, Hochhaus Heinemannstraße 6

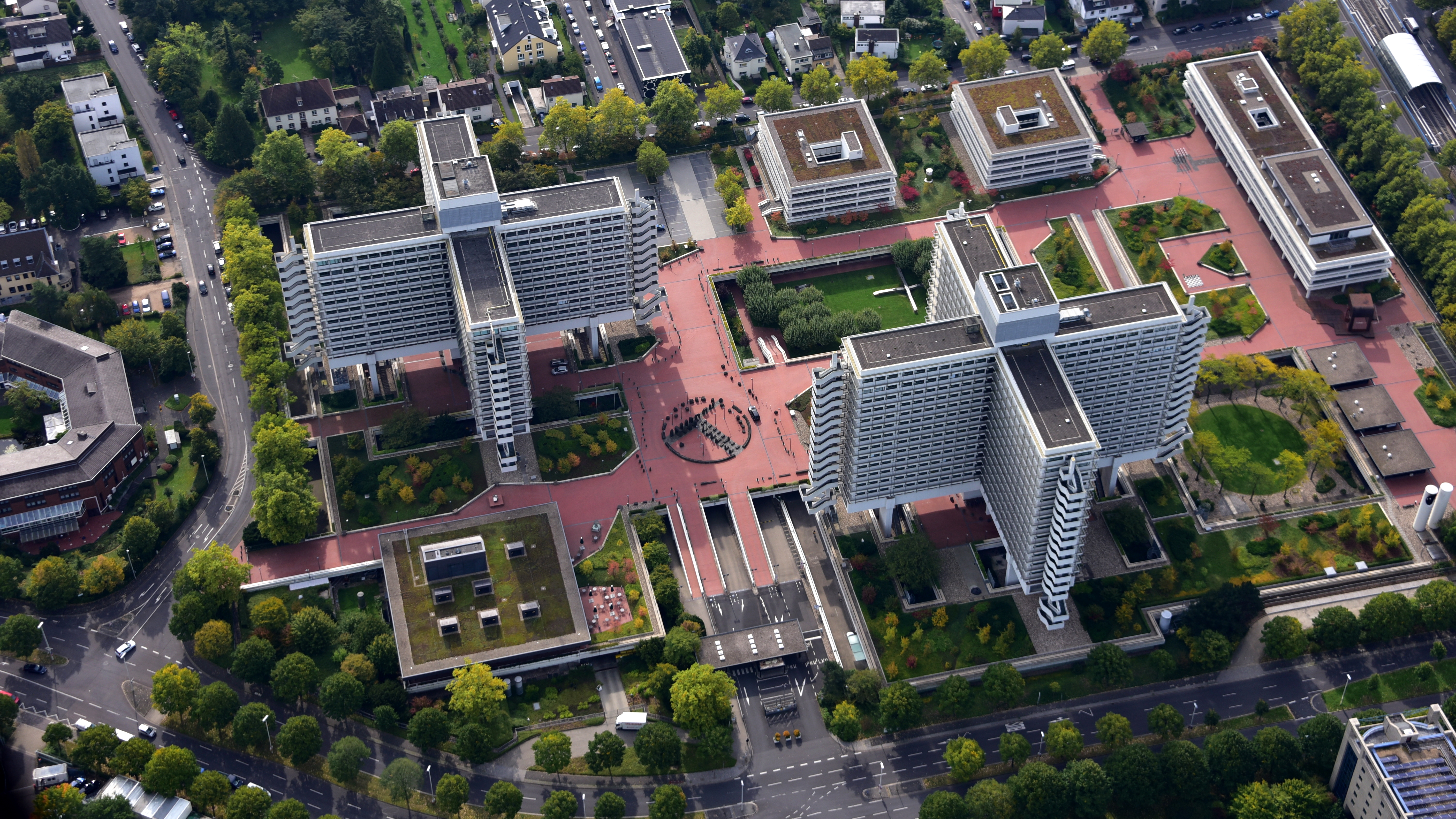
Kreuzbauten, Luftaufnahme (2017)

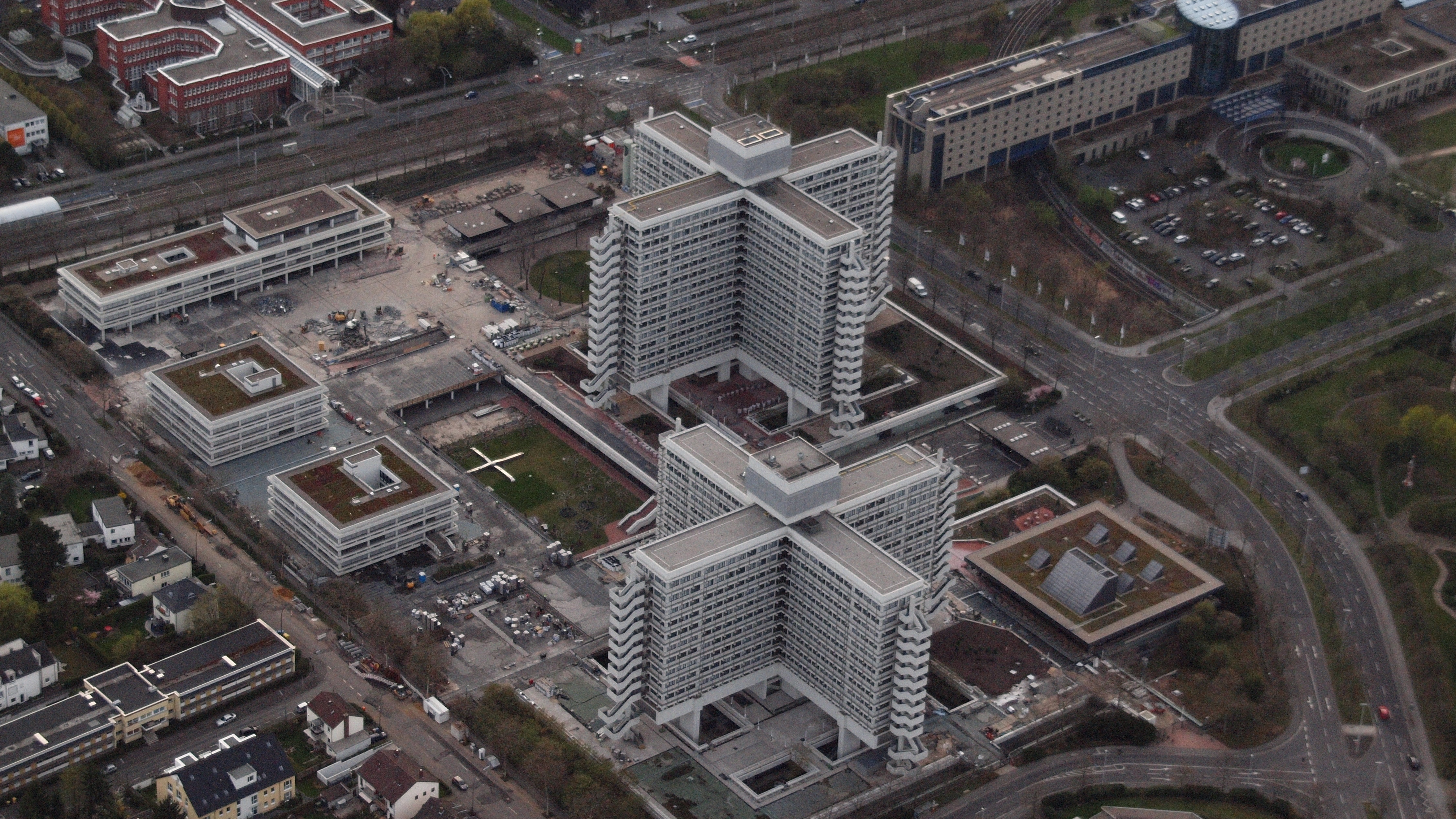
Luftaufnahme während der Sanierung der Nullebene (2013)

Die Kreuzbauten in Bonn sind ein Gebäudeensemble, das Sitz des Bundesministeriums für Forschung, Technologie und Raumfahrt, der Zentrale des Eisenbahn-Bundesamtes, des Deutschen Instituts für Erwachsenenbildung und des Streitkräfteamtes ist. Es befindet sich im südlichen Teil des Bundesviertels im Ortsteil Hochkreuz, der zum Stadtbezirk Bad Godesberg gehört.
Die Gesamtanlage erstreckt sich zwischen Godesberger Allee im Westen, Heinemannstraße im Norden, Langer Grabenweg im Osten sowie Max-Löbner-Straße im Süden. Sie besteht neben den beiden kreuzförmigen Hochhäusern mit 12 und 15 Stockwerken aus vier kleineren Basisgebäuden, drei kleinen beieinander liegenden Pavillons, einer Pförtnerloge und aus der zwischen den Gebäuden bestehenden Platzanlage, die zweigeschossig unterkellert ist. Das dem Brutalismus zuzuordnende Gebäudeensemble, entworfen von der Planungsgruppe Stieldorf, wurde 1969–1975 bei Kosten von 182 Millionen DM erbaut, steht seit 2004 als Baudenkmal unter Denkmalschutz und befindet sich im Eigentum des Bundes. Bei ihrer Eröffnung beherbergte eines der Gebäude auch das Bundesministerium der Justiz.
Das Außengelände wurde in Teilen vom Kölner Maler und Bildhauer Jürgen Hans Grümmer gestaltet. Besonders herausragend hier ein unter anderem aus bildhauerisch bearbeiteten Basaltstelen bestehender Steinkreisel (als Kreisverkehr und gleichzeitig als „Ruhe-Insel“ für Fußgänger beziehungsweise Mitarbeiter der Kreuzbauten) und Polyphems Spielzeug, ein mit zahlreichen Basaltskulpturen gestalteter Innenhof. Zu den auffallendsten Kunstwerken zählt die Plastische Kreuzung (1977) des Bildhauers Ansgar Nierhoff.
Das Ministeriumsgelände ist der Beginn eines 1968 von Joachim Schürmann geplanten Regierungsviertels im heutigen Stadtbezirk Bad Godesberg, das mit sieben Kreuzbauten Platz für alle Bundesministerien schaffen sollte. Die Pläne scheiterten jedoch an öffentlicher Kritik und den später umgesetzten Planungen der Stadt für die Bewahrung und Umgestaltung der Rheinaue als Landschaftspark. Ursprünglich sollten die Kreuzbauten auch für die Öffentlichkeit zugänglich sein. Aufgrund der Sicherheitsanforderungen des Bundes wurden jedoch NATO-Drahtrollen verlegt, die bis in die 1990er-Jahre Bestand hatten und dann durch eine bauliche Umzäumung und Videokameras ersetzt wurden.
Vom Frühjahr 2004 bis Frühjahr 2010 wurden die Gebäude aus Brandschutzgründen umfangreich saniert, da brennbare Dämmmaterialien gefunden wurden. Zudem wurde das gesamte energetische Konzept der Gebäude der Liegenschaft verbessert und neue Fassaden mit hoher Wärmedämmwirkung eingebaut. Die Kosten mussten mehrmals nach oben revidiert werden, nach letztem Stand nahm die Sanierung 139 Millionen Euro aus Bundesmitteln in Anspruch. Im Anschluss an die Sanierung der Gebäude begann 2011 die der sog. Nullebene – zur Sicherstellung der Wasserdichtigkeit – und angrenzender Bauteile, die noch bis Herbst 2014 andauerte. Neben der Wasserdichtigkeit bestand die Komplexität der Baumaßnahme in der Einfassung der außenliegenden Kunstwerke aus den 1970er-/80er-Jahren in das rote Verbundpflaster durch die ausführenden Firmen. Die Kosten der Sanierungsmaßnahme des Außengeländes betrugen rund 4,2 Mio. Euro.
Die Gebäude wurden auch für das Deutsche Institut für Erwachsenenbildung, das Eisenbahn-Bundesamt und das Streitkräfteamt hergerichtet, die nach der Sanierung einen Teil des Gebäudekomplexes bezogen haben. Am 22. Dezember 2006 wurde das erste sanierte Gebäude dem Bundesministerium übergeben, womit auch der erste, 40 Millionen Euro umfassende, Bauabschnitt beendet wurde. Im zweiten und dritten Bauabschnitt wurden der zweite Kreuzbau sowie drei weitere Gebäude auf dem Gelände saniert. Der zweite Kreuzbau wurde 2009 wieder bezogen. Die Kreuzbauten erhielten dabei als hervorstechendstes Merkmal der Modernisierung eine weißgraue anstatt wie zuvor dunkelrote Fassade.

„Die Kolosse der Kreuzbauten sprengen jede bisherige Größenordnung Bonns. Bauen wird hier zur Brutalität.“

„Die mäßige Architektur der meisten Bauten [im Ministerienstandort Godesberg-Nord] läßt indes auch die bislang wenig geschätzte gestalterische Qualität der beiden Kreuzbauten erkennen.“

„Die klare Struktur der Anlage und die konsequente Konzeption bis ins Detail zeugt von gelungenem Miteinander von qualitätvoller Architektur und bedeutenden Kunstwerken. In der Wechselwirkung von Architektur und Kunst wurde ein Gesamtkunstwerk von hoher künstlerischer Qualität geschaffen.“